# Leucotrichum mitchellae
Leucotrichum mitchellae là một loài thực vật có mạch trong họ Polypodiaceae. Loài này được (Baker) Labiak mô tả khoa học đầu tiên năm 2010.